# 彭賢尹
彭賢尹（1989年12月22日—），台灣男子職業網球選手。2014年亞洲運動會和詹皓晴搭檔參加混雙賽事，在金牌戰不敵印度組合Saketh Myneni和萨尼娅·米尔扎奪得銀牌。他也參加了2018年亞洲運動會。

## 生涯決賽成績

### 雙打
| 雙打賽事紀錄     |
| ATP 挑戰賽 (5-3) |

| 結果 | No. | 日期           | 賽事           | 場地     | 搭檔      | 對手                               | 分數              |
| 冠軍 | 1.  | 2012年8月19日  | 烏茲別克卡爾希 | 室外硬地 | 李欣翰    | 布萊頓·克賴因 内山靖崇             | 6–75, 6–4, [10–4] |
| 亞軍 | 1.  | 2012年9月2日   | 泰國曼谷       | 硬地     | 李欣翰    | Divij Sharan 维什努·瓦尔登         | 3–6, 4–6          |
| 冠軍 | 2.  | 2012年10月28日 | 南韓首爾       | 室外硬地 | 李欣翰    | Yong-Kyu Lim Ji Sung Nam           | 7–63, 7–5         |
| 冠軍 | 3.  | 2013年1月27日  | 美國夏威夷     | 室外硬地 | 李欣翰    | 坦尼斯·桑德格倫 瑞尼·威廉斯        | 61–7, 6–2, [10–5] |
| 冠軍 | 4.  | 2013年5月19日  | 南韓釜山       | 室外硬地 | 楊宗樺    | Jeong Suk-Young 林永奎             | 6–4, 6–3          |
| 冠軍 | 5.  | 2013年6月16日  | 捷克布拉格     | 室外紅土 | 李欣翰    | Vahid Mirzadeh Denis Zivkovic      | 6–4, 4–6, [10–5]  |
| 亞軍 | 2.  | 2013年6月22日  | 義大利米蘭     | 室外紅土 | Alex Bolt | 马尔科·克鲁尼奥拉 Daniele Giorgini | 6–4, 5–7, [8–10]  |
| 亞軍 | 3.  | 2013年9月2日   | 中國上海       | 室外紅土 | 李欣翰    | Sanchai Ratiwatana 颂差·拉迪瓦达那 | 3–6, 4–6          |
| 冠軍 | 6.  | 2014年7月20日  | 台灣高雄市     | 室外硬地 | 公茂鑫    | 陳迪 黃亮祺                        | 6–3, 6–2          |

## 外部連結
- 彭賢尹（英文/西班牙文）的官方資料
- 彭賢尹的國際網球總會 職業／青少年 官方資料（英文）
- 彭賢尹的官方資料（英文）